# Dorysthenes tippmanni
Dorysthenes tippmanni là một loài bọ cánh cứng trong họ Cerambycidae.